# 大沃尔特斯多夫
大沃尔特斯多夫（德語：Großwoltersdorf）是德国勃兰登堡州的一个市镇，隶属于上哈弗尔县。总面积为52.66平方千米，截至2020年总人口为754人。